# Lepidocolaptes lacrymiger
Lepidocolaptes lacrymiger là một loài chim trong họ Furnariidae.